# Deathgrind
Le deathgrind (parfois écrit death-grind ou death/grind) est un genre musical mêlant death metal et grindcore. Le genre, comme pour le pornogrind, est associé au sous-genre goregrind. Le magazine Zero Tolerance décrit le deathgrind comme « du grindcore et du death metal brutal qui s'affrontent. » Danny Lilker décrit le deathgrind comme « un mélange entre techniques du death metal et intensité du grindcore. »
Les morceaux de deathgrind sont discernables des morceaux de death metal classique par la rareté des solos de guitare et la courte durée des titres (généralement en dessous de trois minutes). Le genre n'inclut pas les anciens groupes de grindcore ayant fait évoluer leur style vers le death metal, comme les groupes Carcass ou Napalm Death, bien que les dernières chansons de Napalm Death puissent être considérées deathgrind.

## Groupes et artistes
Les groupes du genre incluent : Abaddon Incarnate, Aborted, Anal Cunt, Asesino, Assück, Autopsy, Benighted, The Berzerker, Blood Duster,, Bolt Thrower, Brodequin, Brutal Truth, Caninus, Carcass, Cattle Decapitation,, Cephalic Carnage,, Circle of Dead Children, Condemned, The County Medical Examiners, Dead Infection, Defecation, Devourment, Dying Fetus, Exhumed, General Surgery, Gore Beyond Necropsy, Haemorrhage, Hatebeak, Hate Eternal, Impaled, Lock Up,, Macabre, Misery Index, Mortician, Napalm Death, Origin, Prostitute Disfigurement, The Red Chord, Repulsion, Rotten Sound, Success Will Write Apocalypse Across the Sky, Terrorizer, et Trigger the Bloodshed.